# Sinningia kautskyi
Sinningia kautskyi är en tvåhjärtbladig växtart som beskrevs av Chautems. Sinningia kautskyi ingår i släktet Sinningia och familjen Gesneriaceae. Inga underarter finns listade i Catalogue of Life.